# Šuvajić
Šuvajić (cyr. Шувајић) – wieś w Serbii, w okręgu braniczewskim, w gminie Golubac. W 2011 roku liczyła 260 mieszkańców.